# رامحة زايرية
رامحة زايرية (الاسم العلمي:Dovyalis zeyheri) هي نوع من النباتات تتبع جنس الرامحة من الفصيلة الصفصافية.